# Astrophysical Journal
Astrophysical Journal este o revistă științifică de astronomie și astrofizică. A fost înființată în 1895 de către astronomii americani George Ellery Hale și James Edward Keeler. Publică trei numere de 500 de pagini în fiecare lună.
Din 1953, se publică și un supliment al revistei, The Astrophysical Journal Supplement Series, șase volume pe an cu două numere de 280 de pagini pe volum. Revista și seria de suplimente au fost publicate de University of Chicago Press pentru Societatea Astronomică Americană. În ianuarie 2009, publicarea ei a trecut la Institute of Physics Publishing, după mutarea revistei Astronomical Journal în 2008.